# Colepia ingloria
Colepia ingloria là một loài ruồi trong họ Asilidae. Colepia ingloria được Mac & Leay miêu tả năm 1827.